# Heinrich August Schulte

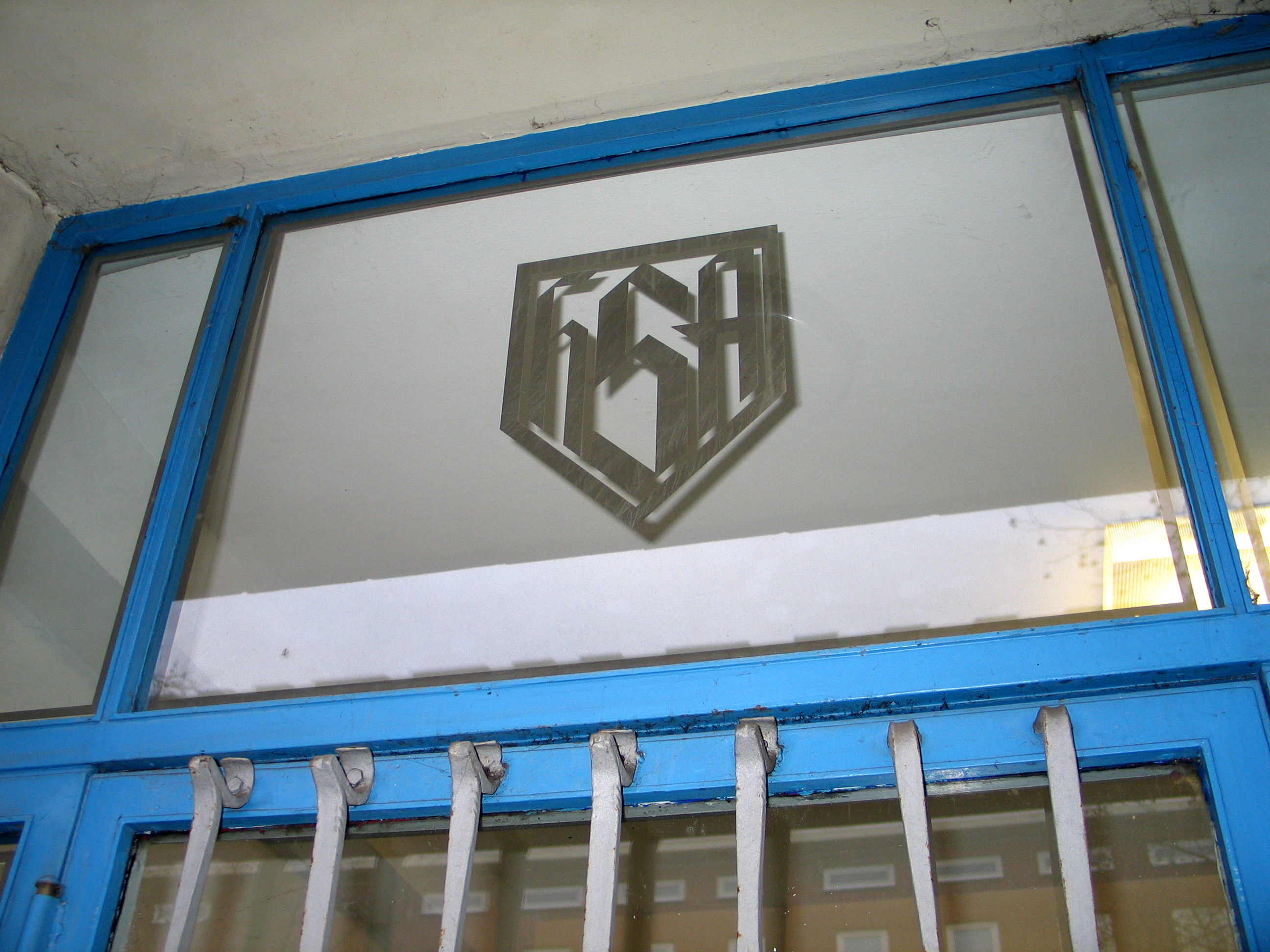
Logo HAS (und nicht HSA) über schmiedeeisernem Gitterwerk

Heinrich August Schulte (auch: Heinr. Aug. Schulte) (HAS) war eine durch den gleichnamigen Unternehmer 1896 in Dortmund gegründete Eisenhandlung, aus der über eine Aktiengesellschaft die ThyssenKrupp Schulte hervorging, der größte Werkstoffhändler in Deutschland und eine Tochtergesellschaft der Thyssen-Krupp Services AG, die 2003 eingerichtet worden war. Die ThyssenKrupp Schulte unterhielt 2007 bundesweit 50 Niederlassungen und Tochtergesellschaften für den Handel und die Anarbeitung von Edelstahl und Blechen mit einem Umsatz von rund 700 Millionen Euro.

## Standorte

### Dortmund

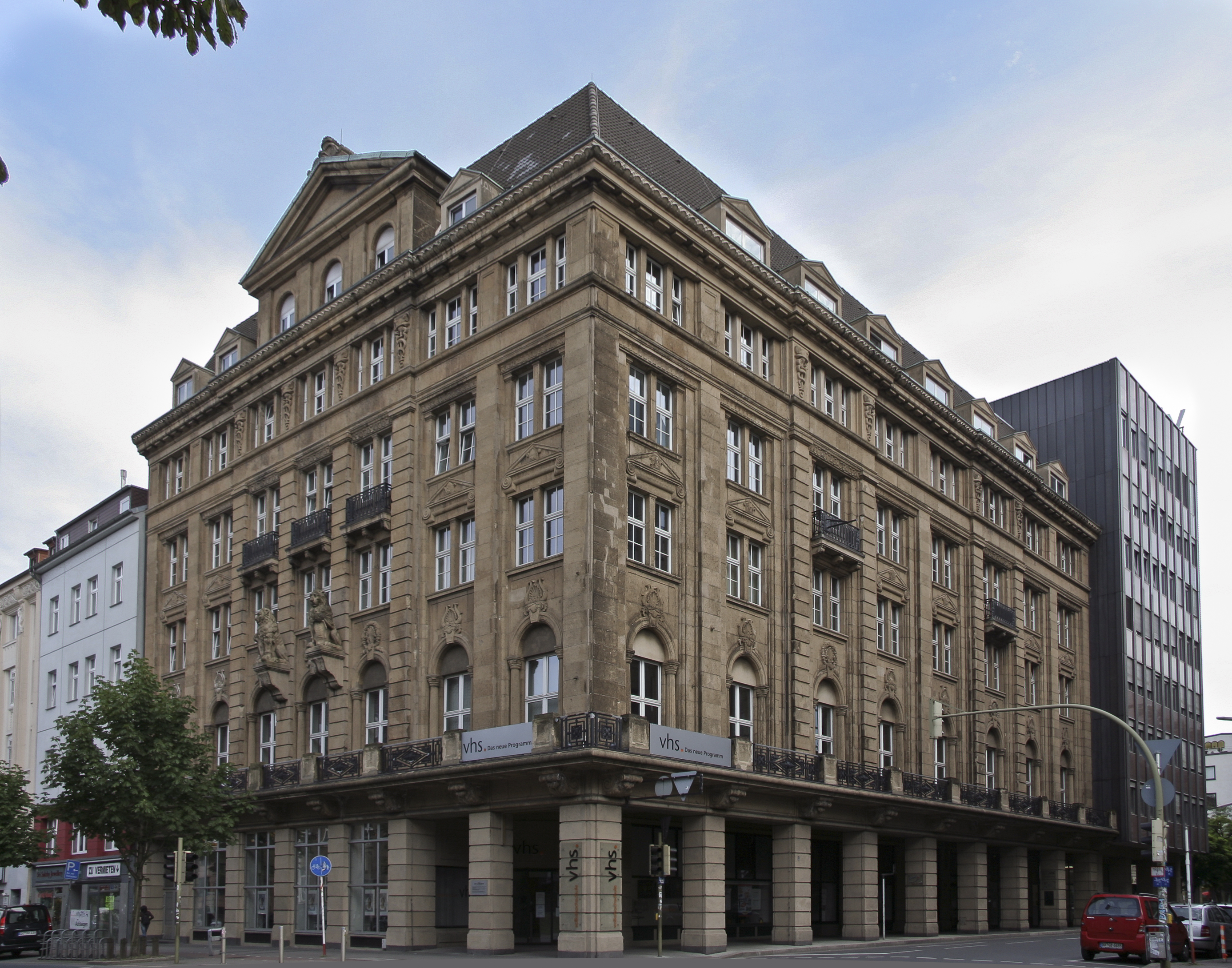
Der Löwenhof in Dortmund, ehemaliger Sitz von Heinrich August Schulte

Im Stammsitz Dortmund war die Hauptverwaltung im Löwenhof eingerichtet, (der heute von der Volkshochschule Dortmund genutzt wird).(→ Karte)
Von dort aus engagierte sich die Firma zeitweilig auch in der Schifffahrt. Der HAS-Vorstand Victor Toyka engagierte sich darüber hinaus im Sportgeschehen Dortmunds. Die heutige ThyssenKrupp Schulte GmbH mit Sitz ThyssenKrupp Allee 1 in Essen arbeitet im Gewerbegebiet Westfalia, Westererbenstraße und der Riesestraße in Dortmund-Aplerbeck.

### Düsseldorf
In Düsseldorf fand sich 2007 die Zentrale der ThyssenKrupp Schulte GmbH mit rund 600 Mitarbeitern.

### Hannover

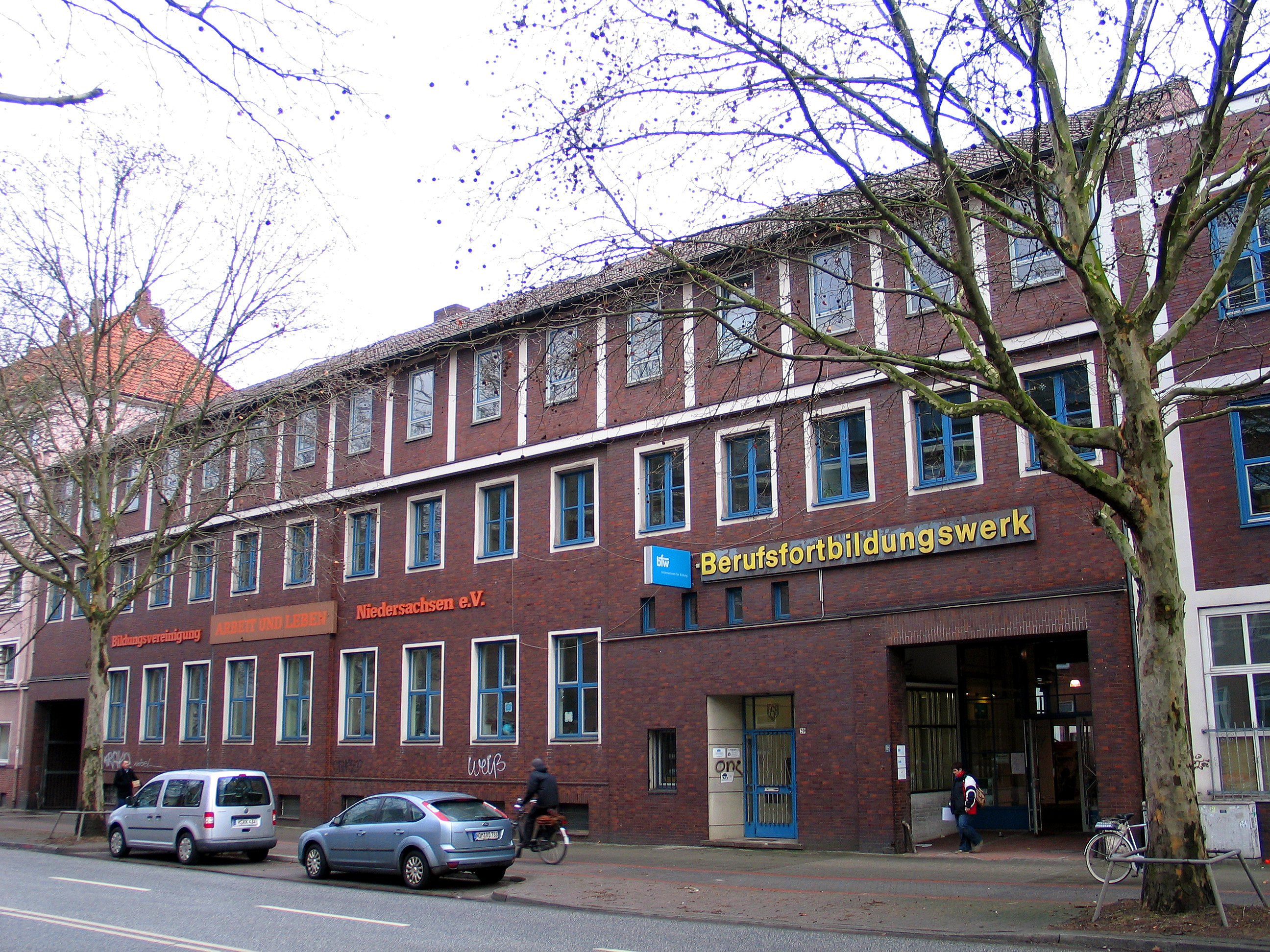
Ehemaliges HAS-Gebäude in Hannover, heute genutzt vom Berufsfortbildungswerk, Unternehmen für Bildung, und Sitz der Bildungsvereinigung Arbeit und Leben Niedersachsen e. V.

Die Niederlassung in Hannover wurde 1910 gegründet. Das Unternehmen saß laut dem Adressbuch der Stadt Hannover spätestens seit 1942 in der Arndtstraße 15. (→ Karte)
Dort unterhielt die Niederlassung nach dem Zweiten Weltkrieg das Büro und Lager sowie im Stadtteil Linden-Mitte in der Davenstedter Straße 136 ebenfalls ein Lager. Auch die Adresse Reuterstraße Ecke Goethestraße wurde 1950 genannt.
2010 zog das Unternehmen als ThyssenKrupp Schulte GmbH in den Schlorumpfsweg 9 und integrierte die ehemalige Metallkrause GmbH mit allen Serviceleistungen in den dortigen
Standort.
Das Industriegebäude in der Arndstraße im Stadtteil Mitte wird heute unter der geänderten Hausnummer 20 vom Berufsfortbildungswerk Gemeinnützige Bildungseinrichtung des DGB GmbH (bfw – Unternehmen für Bildung) genutzt und der Bildungsvereinigung Arbeit und Leben genutzt. Über einer Nebeneingangstür ist über schmiedeeisernen Gittern noch heute das Logo der ehemaligen Eisen-AG erhalten.

## Schriften
- Die Heinr. Aug. Schulte Eisen-AG gab 1950 in Hannover einen 400 Seiten starken, reich bebilderten Katalog über Sanitär-Einrichtungen und Zubehör heraus. Der Katalog war in Leinen gebunden mit den Maßen 24 cm × 21 cm. Im Katalog steht Verkauf, Verwaltung sowie Ausstellung: Königswall 12, Eingang Hansastraße; Lager: Drehbrückenstraße 5–11 und Stadtlager: Gnadenort 12.  Der Fachgroßhändler, auch als Eisenunion bezeichnet, gab seinerzeit die folgenden Adressen an: Arndtstraße 15, Davenstedter Straße 136, Reuterstraße/Goethestraße.[7]

## Belege
1. 1 2 3 4 5 6 7 8  Klaus Buske: Dortmund / Heinrich August wer…? (siehe Weblinks)
2. 1 2 3  Heinr. Aug. Schulte, in: Das Buch der alten Firmen der Stadt Hannover, Hannover: Adolf Sponholtz Verlag, 1954, S. 176
3. ↑  N.N.: ThyssenKrupp Services AG startet am 1. Oktober (Seite nicht mehr abrufbar, festgestellt im April 2018. Suche in Webarchiven)  Info: Der Link wurde automatisch als defekt markiert. Bitte prüfe den Link gemäß Anleitung und entferne dann diesen Hinweis., anonyme Nachrichten auf wallstreet-online.de vom 1. Oktober 2003, zuletzt abgerufen am 22. Februar 2013
4. ↑  Vergleiche das Impressum der GmbH
5. ↑  Oliver Tietze (Vorsitzender Geschäftsführung):  Willkommen in unserer Niederlassung Hannover (Memento des Originals vom 5. März 2013 im Internet Archive)  Info: Der Archivlink wurde automatisch eingesetzt und noch nicht geprüft. Bitte prüfe Original- und Archivlink gemäß Anleitung und entferne dann diesen Hinweis.
6. ↑  Vergleiche etwa diese Seite aus dem Adressbuch Hannover von 1942
7. 1 2  nilaja19 Pseudonym: Sanitär-Katalog 1950: Eisenunion Heinr. Aug. Schulte Hannover, abgelaufenes Verkaufsangebot auf der Auktionsplattform hood.de, abgerufen am 22. Februar 2013
8. ↑  Vergleiche diese Bild-Dokumentation

- Karte mit allen Koordinaten:
- OSM |
- WikiMap